# Dawid Śmieja
Dawid Śmieja – polski gimnastyk sportowy. 
Karierę gimnastyka rozpoczął w marcu 1982 w RKS Cukrownik Chybie. W ciągu 15 lat zdobył około 120 nagród i wyróżnień. Na te ważniejsze osiągnięcia składa się 18 medali Mistrzostw Polski, trzydziestokrotnie uczestniczył w finałach na poszczególnych przyrządach Mistrzostw Polski. 
Dawid Śmieja ma udział we wszystkich 9 medalach zdobytych w Drużynowych Mistrzostwach Polski zdobytych przez sekcje. 
W zawodach Makroregionu Ślaskiego zdobywał wiele tytułów mistrzowskich, a z kadrą śląska startował w Wilnie zajmując 7. miejsce indywidualnie, oraz zdobywając dodatkowo brąz w ćwiczeniu na koniu z łękami. Do najcenniejszych osiągnięć w swojej karierze może zaliczyć indywidualne mistrzostwo Polski w 1988 oraz zdobycie brązowego w 1991. 
Ukończył AWFiS w Gdańsku. Został nauczycielem wychowania fizycznego w Liceum i Gimnazjum Towarzystwa Ewangelickiego w Cieszynie.